# Slempit
Slempit is een bestuurslaag in het regentschap Gresik van de provincie Oost-Java, Indonesië. Slempit telt 6419 inwoners (volkstelling 2010).